# 稲森稔尚
稲森 稔尚（いなもり としなお、1983年〈昭和58年〉11月16日 - ）は、日本の政治家。三重県伊賀市長（1期）。三重県議会議員（3期）、伊賀市議会議員（2期）を務めた。

## 来歴
現在の三重県伊賀市出身。大東文化大学法学部政治学科卒業後、都内の介護施設に就職。その後帰郷し地元も含め計約3年介護職に従事した。
2009年伊賀市議会議員選挙に社会民主党公認で立候補し、トップで初当選。2012年には社民党の党首選挙への立候補に意欲を示したが、最終的に断念した。2013年の市議選では2位で再選、伊賀市議を2期務める。
2015年に三重県議会議員選挙に無所属で立候補し初当選。2019年の県議選では社民党を離党し、旧民進党系の政治団体、「三重民主連合」から推薦を受け再選。同年、三重大学大学院に社会人入学し、3年半かけて修了。2023年の県議選で3選。三重県議は3期9年6ヶ月務めた。県議時代は地域政党草の根運動いがに所属し、その代表となった。
2024年7月に11月10日執行の伊賀市長選挙に出馬することを表明。11月10日執行の伊賀市長選挙で草の根運動いが公認で立候補し、現職の岡本栄を破って初当選した。市長選挙には他に元日本政策投資銀行勤務の浅井健之、元県議の田中覚、元市議の濱瀬達雄、建設業の萩森正治が立候補し、史上最多の6人の争いとなった。
2024年伊賀市長選挙
2024年11月10日執行。
※当日有権者数：68,339人 最終投票率：61.93%（前回比：+9.1pts）
| 候補者名 | 年齢 | 所属党派       | 新旧別 | 得票数   | 得票率 | 推薦・支持 |
| -------- | ---- | -------------- | ------ | -------- | ------ | ---------- |
| 稲森稔尚 | 40   | 草の根運動いが | 新     | 15,184票 | 36.57% |            |
| 浅井健之 | 32   | 無所属         | 新     | 10,667票 | 25.69% |            |
| 岡本栄   | 73   | 無所属         | 現     | 7,911票  | 19.05% |            |
| 田中覚   | 66   | 日本維新の会   | 新     | 4,471票  | 10.77% |            |
| 濱瀬達雄 | 46   | 無所属         | 新     | 2,120票  | 5.1%   |            |
| 萩森正治 | 43   | 無所属         | 新     | 1,168票  | 2.8%   |            |

当選後、稲森はこれまで伊賀市で開催されていた「18歳成人式」を「成人式を（18歳から）20歳の式に戻すこと」と選挙の争点の1つとし、当選後に2025年5月に開催予定であった18歳成人式を取りやめるとし、新たに「20歳のつどい（仮称）」を開く考えと示した。

## 人物
- 両親は小学校教員であった[2]。家族は妻と娘2人[2]。